# Камерунские высокогорные леса
Камерунские высокогорные леса — экорегион горных тропических и субтропических влажных широколиственных лесов, приуроченный к горной системе, которая идёт вглубь африканского континента от Гвинейского залива и по которой проходит граница между Камеруном и Нигерией. Биоразнообразие этих лесов характеризуется высоким уровнем эндемизма как среди растений, так и среди животных. Экорегиону присвоен статус Critical/Endangered: население быстро растёт, и всё бо́льшие площади осваиваются под сельскохозяйственные культуры.

## Общая характеристика
Камерунские высокогорные леса расположены выше 900 м над уровнем моря на Камерунском нагорье. Они занимают площадь около 38000 квадратных километров в восточной Нигерии и западном Камеруне. На более низких высотах в южной части региона располагаются Кросс-Санага-Биоко прибрежные леса, в северной — гвинейские лесосаванны. Камерунские высокогорные леса разделяют экорегионы гвинейских и северноконголезских лесосаванн. Самая высокая вершина горной системы, вулкан Камерун, выделен в отдельный экорегион, а самой высокой в регионе является гора Оку (3011 м). Для экорегиона характерен более прохладный климат, чем для низинной тропической Африки: средняя максимальная температура ниже 20°. Количество осадков уменьшается от побережья в глубь континента от 4000 мм в год до 1800 мм. Высокогорья являются важным источником воды для Нигерии и Камеруна.

## Растительный мир
Растительность меняется в зависимости от высоты. Предгорные леса растут на высотах 900—1800 м над уровнем моря. Выше 1800 м расположены высокогорные леса и луга, бамбуковые леса, субальпийские луга и кустарники. Для флоры региона характерно преобладание афромонтанных видов, которые имеют прерывистое распространение в высокогорьях Африки. Типичными афромонтанными видами являются Nuxia congesta, подокарп широколистный (Podocarpus latifolius), слива африканская (Prunus africana), Rapanea melanophloeos, сизигиум гвинейский (Syzygium guineense). Лиана Dregea schimperi (семейство Ластовневые (Asclepiadaceae)) в высокогорьях произрастает в наиболее сухих типах лесов.

## Животный мир
Экорегион характеризуется высоким видовым эндемизмом. Среди птиц насчитывается 7 узких эндемиков данного экорегиона: Apalis bamendae, Bradypterus bangwaensis, Kupeornis gilberti, Platysteira laticincta, Ploceus bannermani, Telophorus kupeensis и Tauraco bannermani. Некоторые эндемичные виды встречаются также на горе Камерун и острове Биоко: Andropadus montanus, Phyllastrephus poliocephalus, Laniarius atroflavus, Malaconotus gladiator, Cossypha isabellae,Cisticola chubbi discolor, Psalidoprocne fuliginosa, Andropadus tephrolaemus, Phyllastrephus poensis, Phylloscopus herberti, Urolais epichlora, Poliolais lopezi, Nectarinia oritis, Nectarinia ursulae, Nesocharis shelleyi.
Среди мелких млекопитающих одиннадцать эндемиков: Hybomys eisentrauti, Hylomyscus grandis, Lamottemys okuensis, Lemniscomys mittendorfi, Lophuromys dieterleni и Lophuromys eisentrauti, Myosorex okuensis, Myosorex rumpii, Otomys occidentalis, Praomys hartwigi и Sylvisorex isabellae.
Среди амфибий насчитывают около сорока узкоэндемичных видов (Petropedetes parkeri, Petropedetes perreti, Phrynobatrachus cricogaster, Phrynobatrachus steindachneri, Phrynobatrachus werneri, виды родов Phrynobatrachus, Phrynodon, Cardioglossa melanogaster, Cardioglossa oreas, Cardioglossa pulchra, Cardioglossa schioetzi, Cardioglossa trifasciata, Cardioglossa venusta, Astylosternus nganhanus, Astylosternus perreti, Astylosternus montanus, Astylosternus rheophilus, Leptodactylodon axillaris, Leptodactylodon bicolor, Leptodactylodon boulengeri, Leptodactylodon erythrogaster, Leptodactylodon mertensi, Leptodactylodon polyacanthus, Leptodactylodon perreti, Afrixalus lacteus, Hyperolius ademetzi, Hyperolius riggenbachi, Leptopelis nordequatorialis, Xenopus amieti, Bufo villiersi, Werneria bambutensis, Werneria tandyi, Wolterstorffina mirei), среди рептилий — девять (Atractaspis coalescens, Chamaeleo eisentrauti, Chamaeleo pfefferi, Trioceros quadricornis, Leptosiaphos ianthinoxantha, Leptosiaphos lepesmei и другие).
Здесь также обитают находящиеся под угрозой исчезновения виды приматов, такие как западная речная горилла (Gorilla gorilla diehli) — эндемичный подвид западной гориллы (Gorilla gorilla), Mandrillus leucophaeus leucophaeus, красный колобус  (Pilocolobus preussi), обыкновенный шимпанзе (Pan troglodytes) и несколько видов мартышек, включая мартышку Прейса (Cercopithecus preussi).

## Существующие угрозы и охрана природы
Камерунские высокогорные леса — один из наименее защищенных экорегионов в Африке. В Камеруне, в данном экорегионе, нет территорий, имеющих формальный защищенный статус. Леса сильно подвержены воздействию человека: вырубаются на дрова и древесину, а также для расширения посевных площадей.
В камерунской части горы густо заселены и территория используется для сельского хозяйства и выпаса домашнего скота. Большая часть экорегиона находится в пределах Северо-Западного административного региона и Адамавы. Здесь находится столица Северо-Западного региона — город Баменда с населением около 270 тысяч человек.
В Нигерии высокогорные леса расположены в пределах плато Мамбилла в штате Тараба, и используются населением для сельскохозяйственных целей, в том числе и для выпаса скота.